# 西塔哈拉區
17°22′31″S 70°08′02″W / 17.3754°S 70.1339°W
西塔哈拉區（西班牙語：Distrito de Sitajara），是秘魯的一個區，位於該國南部塔克納大區的塔拉塔省，始建於1955年11月7日，面積251.2平方公里，海拔高度3,150米，2005年人口337，人口密度每平方公里1.3人。